# Angkarn Kalayanapong
Angkarn Kalayanapong (Thai: อังคาร กัลยาณพงศ์; * 13. Februar 1926 in Nakhon Si Thammarat; † 25. August 2012 in Watthana/Bangkok) war ein thailändischer Maler und Dichter.

## Leben
Er studierte an der Fakultät für Malerei, Bildhauerei und Grafik der Silpakorn-Universität. In den späten 1950er Jahren begann er seine schriftstellerische Tätigkeit. 1986 wurde er für Panithan Kawee mit dem S.E.A. Write Award ausgezeichnet. 1989 wurde er zum Nationalkünstler Thailands ernannt. Angkarn machte sich auch als Maler einen Namen, unter anderem mit Zeichnungen und dem Gemälde Prints of Himmapan. Er starb im Alter von 86 Jahren an einer Herzkrankheit und Diabetes mellitus.